# Тікопіа
Тікопіа (також Тікопія) — це невеликий вулканічний острів на південному заході Тихого океану. Острів входить до складу Соломонових островів.

## Розташування та географія
Острів є залишком згаслого вулкана а його загальна площа становить лише 5 км2. Найвища точка острова, гора Реані, сягає висоти 380 метрів над рівнем моря. Кратер згаслого вулкана заповнює озеро Те Рото глибиною 80 метрів.
Тікопіа є досить віддаленою точкою Землі. Острів інколи включають до складу островів Санта-Крус. Адміністративно Тікопіа відноситься до провінції Темоту, яка є найпівденнішою і водночас найсхіднішою провінцією Соломонових Островів. Острів знаходиться приблизно в 340 км на південний схід від острова Нендьо, на якому знаходиться центр провінції, поселення Лата. Острів Ванікоро знаходиться на відстані майже 210 км на північний захід від Тікопіа. 
Під час обговорень питань пов'язаних з островом Тікопіа часто до дискусій включають також найближчий і ще менший острів Анута.

## Історія острова
Попри те, що Тікопіа знаходиться в Меланезії, народ острова за культурними і мовними ознаками належить до полінезійців. Їх мова, Тікопіа, належить до полінезійських мов. Лінгвістичний аналіз показує, що острів Тікопіа був заселений переважно вихідцями з островів Тувалу.
Точний час міграції достеменно не відомо, проте вважається, що вона сталася десь між 10 та серединою 13 століття. Існують припущення, що колонізація острова Анута сталася після заселення Тікопіа. Вважається, що Полінезійські переселенці на усіх центральних та південно-східних тихоокеанських островах походили з Тонга. Перед прибуттям європейців, між островами здійснювались досить часті подорожі, оскільки навігаційні навички полінезійців дозволяли їм виконувати подорожі до визначеного місця призначення. Мігранти спершу зайняли тувальські атоли, відтак Тувалу стала свого роду стежкою для подальшої міграції полінезійців до Меланезії та Мікронезії.
Згідно з міфологією Тікопіанців богами-творцями є Атуа Фафіне та Атуа І Рапорука, а Атуа І Кафіка є верховним небесним богом.

## Населення

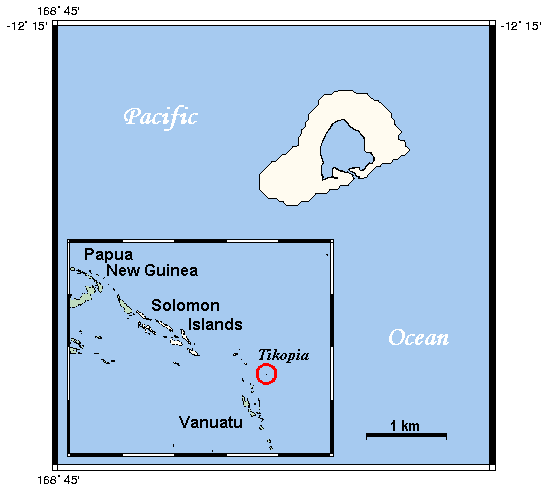
Тікопіа та карта, що показує його розташування

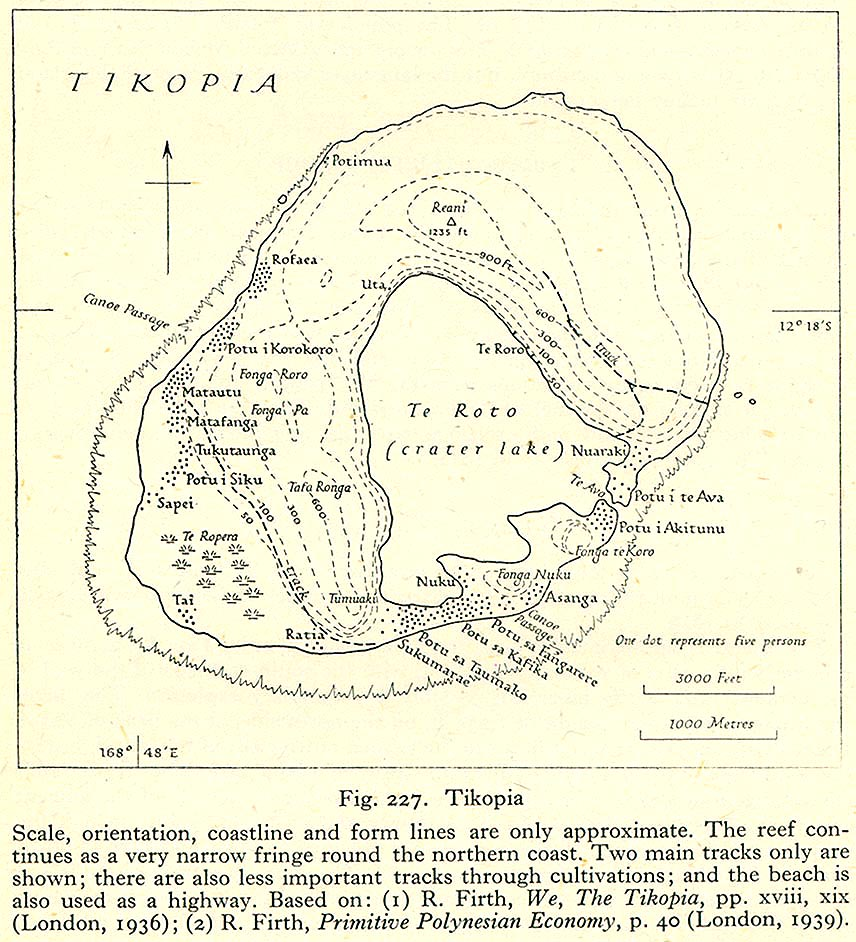
Стара карта острова з 40-х років ХХ століття

Населення острова становить близько 1,200 осіб, що живуть у понад 20 селах розташованих переважно вздовж берега. Найбільшим селом є Матауту на заході острова (не слід плутати з Мата-Уту, столицею Волліс і Футуна). Історично на невеличкому острові завжди була висока густота населення. Суворі соціальні норми та традиції мешканців запобігають перенаселенню острова.
Тікопіанці практикують інтенсивне сільське господарство (інколи порівнюється з пермакультурою), яке в своїх засадах подібне до лісового садівництва та сільськогосподарської практики гірських районів Нової Гвінеї. Сільськогосподарська активність мешканців острова свідомо узалежнена від густоти населення. Наприклад, близько 1600 року мешканці острова вирішили вирізати усіх свиней на острові і переключитися на рибальство, оскільки свині споживали надто багато їжі яку могли б вживати люди. Тікопіанці розвинули ритуали та фігуративні звичаї пов'язані з рибальством.
На відміну від решти спільнот провінції Темоту, які піддаються швидкій вестарнізації, спільнота Тікопіа дуже мало змінилися від давніх часів. Мешканці острова дуже пишаються своїми звичаями, і воліють дотримуватися своїх полінезійських традицій. Вони вважають, що оточуючі їх Меланезійці втратили більшість своїх традицій. Острів управляється чотирма головами (ariki) Кіфіка, Тафау, Таумако та Фанґарере, а Кіфіка вважається першим серед рівних.

## Дослідження культури Тікопія Раймонда Фірта
Новозеландський антрополог Раймонд Фірт жив на острові у 1928 та 1929 та вивчав його соціальне життя. Відповідно до результатів його досліджень, спільнота острова розділена на чотири клани, очолювані головами кланів. Основою соціального життя тікопіанців був те паїто - будинок успадкований від предка по батьківській лінії, який похований в середині будинку. Стосунки з родичами по материнській лінії також були дуже важливими для кожної особи. Сакральний зміст мають стосунки між братами матері та небожами: дядько опікувався життєвим шляхом небожа, і зокрема, головував на церемонії ініціації. Складні економічні та ритуальні стосунки між паїто та шанобливе ставлення до голів клану були основою соціального життя мешканців острова.

## Християнство
Перший контакт між тікопіанцями та англіканськими місіонерами стався у 1858. Місіонерові не дозволяли поселитися на острові аж до 1907, а навернення всього населення острова до християнства сталося лише у 1950-х роках. Відтоді Тікопіа належить до Англіканської Церкви Меланезії.
Запровадження християнства спричинило заборону традиційних методів контролю народжуваності, результатом чого стало 50% збільшення чисельності люду: з 1,200 у 1920 до 1,800 у 1950. Таке збільшення спричинило відтік людей до інших місць на Соломонових Островах, включаючи поселення Нукукаїсі на острові Макіра.

## Культурне значення
Книга Джареда Даймонда Колапс описує острів Тікопіа як успішний приклад вирішення проблеми сталого розвитку, порівнюючи його з невдалим досвідом острова Пасхи.

## Тікопіа в засобах масової інформації
У 2009 Тікопіа та Анута отримали в подарунок два подвійних каное, що мають назви 'Lapita Tikopia' та 'Lapita Anuta'. Човни були збудовані на Філіппінах на основі традиційного дизайну човнів Тікопіа. Човни було збудовано в рамках проекту під назвою  'A Voyaging Canoe for Tikopia' започаткованого у 2005 році. Метою проекту було забезпечити мешканців обох островів власним морським транспортом. Про проект було знято фільм який є доступним на DVD.
У 2013 норвезька родина з 3 дітей та їх батьків приїхали на Тікопіа та жили на острові 6 місяців. Разом з ними прибула знімальна група, яка зняла дитячий серіал з 13 серій про досвід життя цієї сім'ї на острові. У центрі серіалу було життя та досвід найменшої дочки родини на ім'я Іві. Серіал було показано телевізійним каналом NRK.